# Petersburg (Indiana)
Petersburg is een plaats (city) in de Amerikaanse staat Indiana, en valt bestuurlijk gezien onder Pike County.

## Demografie
Bij de volkstelling in 2000 werd het aantal inwoners vastgesteld op 2570.
In 2006 is het aantal inwoners door het United States Census Bureau geschat op 2511, een daling van 59 (-2,3%).

## Geografie
Volgens het United States Census Bureau beslaat de plaats een oppervlakte van
3,8 km², geheel bestaande uit land. Petersburg ligt op ongeveer 155 m boven zeeniveau.

## Plaatsen in de nabije omgeving
De onderstaande figuur toont nabijgelegen plaatsen in een straal van 24 km rond Petersburg.